# Новопавловка (Красноградский район)
Новопа́вловка (укр. Новопавлівка) — село, Кобзовский сельский совет, Красноградский район, Харьковская область, Украина.
Код КОАТУУ — 6323381206. Население по переписи 2001 года составляет 52 (29/23 м/ж) человека.

## Географическое положение
Село Новопавловка находится на правом берегу реки Вшивенькая, выше по течению на расстоянии в 1 км расположено село Шкаврово, ниже по течению на расстоянии в 1 км посёлок Садовое. Рядом проходят автомобильные дороги М-18 и Т-2109.

## История
- 1920 — дата основания как села Комлековка.
- 1940 — переименовано в село Новопавловка.